# كلمن (مجلة)
كلمن هي مجلة ثقافية فصلية مسقتلة تصدر في بيروت عن جمعية «سين»، التي تأسست عام 2009 بهدف إصدار المجلة.

## الرسالة
نشأت كلمن لسدّ الثغرة في الثقافة اللبنانية العربية المتمثلة بغياب أي منابر حرة، فسواء تعلّق الأمر بالصحف أو الإذاعات أو المحطّات التلفزيونيّة، يصعب الكلام عن وسيلة إعلاميّة واحدة متحرّرة ممّا يعتقده «داعموها» ومموّلوها؛ بالإضافة لانكماش وتراجع حضور المجلّات الشهريّة أو الفصليّة التي سبق للمثقّفين العرب أن عرفوا تجارب رائدة منها.
على هذا الأساس، التقى مجموعة من الكتاب والمثقفين للحوار حول النقاش المفقود أو المعطّل بين التيّارات الفكريّة والثقافيّة في العالم العربي. وتحرص كلمن على توسيع حلقة الملتقين حولها، كتاباً وقراءً، كما تحرص على أن تبقى وثيقة الصلة بالراهن من المواقف والأحداث، والسعي لقراءة هذا الراهن ومناقشته واستشراف مآلاته.

## الهدف
تهدف كلمن لإيجاد مجال ثقافي يزداد اتّساعاً مع اتّساع دائرة المقبلين عليه، وذلك بسبب تعطّل فاعليّة الثقافة والرأي وتشتّت الكتّاب على اختلاف وجهاتهم النصّـيّة والأكاديميّة، وعزلة الفنّانين في أصناف فنونهم وأنواعها إلى حدّ الاكتفاء منها بكونها مهناً لأصحابها فحسب. لذا تطمح كلمن لأن تكون جسراً يصل بين أجيال وسّعت الحروب والنزاعات مساحات التباعد بينها، واختلفت مصادر ثقافاتها بين أنماط تعبيريّة سبقت، وأخرى لا تفتأ تبحث عن وسائط جديدة تزداد تفرّعاً وتنوّعاً على الدوام.

## هيئة التحرير
أبرز مؤسسي كلمن هم المؤرخ واللغوي أحمد بيضون، الصحافي والكاتب حازم صاغية، الصحافية رشا الأطرش، الشاعر عباس بيضون، الصحافي والباحث حسام عيتاني، ويكتب فيها نخبة من الأقلام العربية مثل ياسين الحاج صالح ووسام سعادة وحازم الأمين ومحمد أبي سمرا وعدد من الكتاب والباحثين الشباب.

## وصلات خارجية
موقع مجلة كلمن